# Burhan Sahyouni
Burhan Sahyouni (en árabe: برهان أحمد صهيوني‎; Idlib, Siria, 7 de abril de 1986) es un exfutbolista de Siria que jugaba en la posición de centrocampista.

## Carrera

### Club
| Periodo   | Club              |
| --------- | ----------------- |
| 2004–2006 | Omayya SC         |
| 2006–2011 | Al-Jaish Damasco  |
| 2011–2013 | Duhok FC          |
| 2013–2014 | Arbil FC          |
| 2014      | Duhok FC          |
| 2015      | Najaf FC          |
| 2015–2016 | Al Mabarra Club   |
| 2016-2019 | Al-Wahda Damasco  |
| 2019-2020 | Al-Wathba SC      |
| 2020-2022 | Al-Ittihad Aleppo |

### Selección nacional
Jugó para Siria en 32 ocasiones de 2007 a 2016 y anotó dos goles; participó en la Copa Asiática 2011.

## Logros
- Liga Premier de Siria (1): 2009-10